# Дзета-функції
У математиці дзета-функція — зазвичай функція, споріднена або аналогічна дзета-функції Рімана {\displaystyle \zeta (s)=\sum _{n=1}^{\infty }{\frac {1}{n^{s}}}.}
До категорії дзета-функцій належать:
- Дзета-функція Артіна — Мазура[en] в динамічних системах і фракталах.
- Дзета-функція Барна[en]
- Дзета-функція Берлінга[en]
- Дзета-функція Веєрштрасса[en] — функція, пов'язана з еліптичними функціями і не пов'язана з дзета-функцією Рімана.
- Дзета-функція Гассе — Вейля в алгебричних многовидах.
- Дзета-функція Госса[en] в теорії функціональних полів.
- Дзета-функція Гурвіца — узагальнення дзета-функції Рімана.
- Дзета-функція Дедекінда[ru] в теорії поля.
- Дзета-функція Ігуси[en]
- Дзета-функція Ігари[en] на графах.
- Дзета-функція Лерха[en] — узагальнення дзета-функції Рімана.
- Дзета-функція Лефшеца[en] в динамічних системах.
- Дзета-функція Мацумото[en]
- Дзета-функція Мінакшисундарама — Плеєля[en]
- Дзета-функція мотивів[en] у теорії мотивів
- Дзета-функція декількох змінних[en]
- Дзета-функція Рімана.
- Дзета-функція Сельберга[en]
- Дзета-функція Віттена[en]
- Дзета-функція Шинтані[en]
- Дзета-функція Ейрі[en] пов'язана з нулями функції Ейрі.
- Дзета-функція Епштейна[en] квадратичної форми.
- Дзета-функція Якобі[en] — функція, пов'язана з еліптичними функціями і не пов'язана з дзета-функцією Рімана.
- Локальна дзета-функція в теорії чисел